# Mount Tenjo
Mount Tenjo är ett berg i Guam (USA).   Det ligger på gränsen mellan kommunerna Piti och Yona, i den västra delen av Guam, 8 km sydväst om huvudstaden Hagåtña. Toppen på Mount Tenjo är 314 meter över havet.